# Jätten (svensk film, 2016)
Jätten är en svensk dramafilm från 2016 i regi av Johannes Nyholm, med Christian Andrén och Johan Kylén i huvudrollerna. Filmen handlar om Rikard som är 30 år, autistisk och född svårt missbildad. Han skiljdes från sin mor som barn, men är fast besluten att återförenas med henne. För att nå sitt mål tar Rikard hjälp av boule och en 50 meter lång jätte.
Filmen blandar realism och fantasi och var Nyholms långfilmsdebut. Den hade världspremiär vid Toronto International Film Festival och svensk biopremiär den 14 oktober 2016.
Filmen belönades med tre Guldbaggar vid Guldbaggegalan 2017 för Bästa film, Bästa manuskript och Bästa mask och smink.

## Handling
Rikard (Christian Andrén) är 30 år, autistisk och född med en allvarlig missbildning. Hans mor övergav honom som barn. Han är bosatt på ett vårdhem och är övertygad om att han kommer att återförenas med sin mor om han vinner nordiska mästerskapet i boule. För att nå sitt mål tar han hjälp av en 50 meter lång jätte.

## Medverkande
- Christian Andrén som Rikard
- Johan Kylén som Roland
- Anna Bjelkerud som Elisabeth
- Linda Faith som Lina
- Niclas Fransson som Kjell
- Ola Bjurman som Jan-Ove
- Hasse Hermansson som Greger
- Pablo Patron som Magnus
- Tove Orrbäck som Yvonne
- Leif Edlund som Ludde
- Stig Rencrona
- Evelina Ljung-Kjellberg
- Eva-Karin Ingelsredt
- Birgitta Blad
- Tove Grrbeck
- Bengt Carlsson
- Gun Larsson
- Anette Rehnborg
- Martin McFaul
- Lars Refn
- Niels Ellegaard
- Patrik Strömvall
- Charter McCloskey
- Daniel Köld Presutti
- Lise-Lotte Olausson
- Fredrik Landen
- Martin Högdahl
- Bo Melin
- Pia Edlund
- Joachim Carlsson
- Miro Matousek
- Stina Rangnar
- Netti Lindberg
- Pia Hallonquist
- Liz Essman
- Peter Hyldahl
- Simone Oxholm Hansen
- Ylva Östlundh
- Amin Albadi
- Dijana Asserborn
- Björn Olsson

## Tillkomst
Idén till filmen kommer från en musikvideo som Johannes Nyholm gjorde för artisten The Tallest Man on Earth. En inspirationskälla var feberdrömmar han hade haft i fyraårsåldern där det kändes som att han var en främling i sin egen kropp. Nyholm hade även arbetat på vårdhem och tävlat i boule, erfarenheter han använde i filmen. Jätten var hans första långfilm, efter uppmärksammade kortfilmer som Drömmar från skogen och Las Palmas.
Projektet presenterades vid Rotterdams filmfestival 2013 och belönades med Eurimages coproduction development award till ett värde av 30 000 euro. Filmen producerades av Garagefilm och Beofilm i samproduktion med Film Väst, SVT och Johannes Nyholm Produktion, i samarbete med Beofilm Post Production och Tonemestrene. Den fick sex miljoner kronor från Svenska filminstitutet, 330 000 euro från Eurimages och 1,8 miljoner danska kronor från Danska filminstitutet samt stöd från MEDIA. Den sammanlagda budgeten var 20,4 miljoner svenska kronor.
Inspelningen började 29 september 2014 och tog 40 dagar. Inspelningen inbegrep bland annat helikoptertagningar från Stora Sjöfallets nationalpark. Filmens stil skiftar mellan dokumentärliknande realism och fantastik, med tydligt markerad symbolik. Huvudpersonens mask, skapad av Love Larson och Eva von Bahr, tog fyra och en halv timme att få på varje dag. Soundtracket gjordes av Björn Olsson och är utformat för att ge en västern-känsla.

## Visningar
Jätten hade världspremiär 9 september 2016 på Toronto International Film Festival, och kommer även att visas i tävlan på filmfestivalen i San Sebastián.
| Canada      | 9 september 2016  | (Toronto International Film Festival)          |
| Spain       | 18 september 2016 | (San Sebastián Film Festival)                  |
| Canada      | 30 september 2016 | (Vancouver International Film Festival)        |
| Iceland     | 30 september 2016 | (Reykjavik International Film Festival)        |
| South Korea | 9 October 2016    | (Busan International Film Festival)            |
| UK          | 11 October 2016   | (London Film Festival)                         |
| Poland      | 13 October 2016   | (Warsaw Film Festival)                         |
| Sweden      | 14 October 2016   |                                                |
| France      | 15 October 2016   | (La Roche-sur-Yon International Film Festival) |
| Lithuania   | 3 november 2016   | (Scanorama Film Festival Vilnius)              |
| France      | 11 december 2016  | (Les Arcs International Film Festival)         |
| Bulgaria    | 29 January 2017   | (limited)                                      |
| Netherlands | 29 January 2017   | (International Film Festival Rotterdam)        |
| Norway      | 24 March 2017     |                                                |

| USA     | 25 March 2017 | (New Directors/New Films)                     |
| Hungary | 5 april 2017  | (Titanic International Filmpresence Festival) |

| Denmark   | 29 June 2017   |                                         |
| Australia | 12 August 2017 | (Melbourne International Film Festival) |
| Japan     | 19 August 2017 |                                         |

Jätten fick 2017 Guldbaggen för bästa film.